# ジョン・ヴァーノン
ジョン・ヴァーノン（John Vernon, 本名：Adolphus Raymondus Vernon Agopsowicz, 1932年2月24日 - 2005年2月1日）は、カナダの俳優。
サスカチュワン州出身。アルメニア・ドイツ・ポーランドの血を引く。バンフの大学とロンドンの王立演劇学校で学ぶ。
主に悪役での出演が多い。また、『ダーティハリー』でのサンフランシスコ市長役をはじめとしてドン・シーゲル監督作品への出演、およびクリント・イーストウッドとの共演が多い。また、テレビアニメの声優も務め、『アイアンマン』、『キャプテン・アメリカ』でアイアンマンの声を担当するなどしている。
3人の子供のうち、2人の娘ケイト・ヴァーノンとナン・ヴァーノンも女優になった。
2005年2月1日、心臓手術後の合併症のため、カリフォルニア州ウェストウッドで死去、72歳。

## 主な出演作品

### 映画
- 1984 1984 (1956) クレジットなし
- 殺しの分け前/ポイント・ブランク Point Blank (1967)
- アレキサンドリア物語 Justine (1969)
- 夕陽に向って走れ Tell Them Willie Boy Is Here (1969)
- トパーズ Topaz (1969)
- 最後の弾丸 One More Train to Rob (1971)
- ダーティハリー Dirty Harry (1971)
- 恐怖の関門 Fear Is the Key (1972)
- 突破口! Charley Varrick (1973)
- スウィート・ムービー Sweet Movie (1974)
- ドラブル The Black Windmill (1974)
- 姿なき脅迫者・謎のW W (1974)
- ブラニガン Brannigan (1975)
- スイスのロビンソン The Swiss Family Robinson (1975) テレビ映画
- アウトロー The Outlaw Josey Wales (1976)
- 特別な一日 Una giornata particolare / A Special Day (1977)
- 地獄のキャッツ・アイ/呪いの爪 The Uncanny (1977)
- 黄金のランデブー Golden Rendezvous (1977)
- アニマル・ハウス Animal House (1978)
- ビバ!ラブ・バッグ Herbie Goes Bananas (1980)
- ヘビー・メタル Heavy Metal (1981)
- 引き裂かれた祖国/ブルー&グレイ The Blue and the Gray (1983) テレビ映画
- フライング・ハイ2/危険がいっぱい月への旅 Airplane II: The Sequel (1982)
- 肉欲のオーディション/切り裂かれたヒロインたち Curtains (1983)
- チェーンヒート Chained Heat (1983)
- 他人の血 Les sang des autres / The Blood of Others (1984)
- 暴行都市 Savage Streets (1984)
- バージンバケーション/ボクのナンパマニュアル教えます Fraternity Vacation (1985)
- アーネスト キャンプに行く! Ernest Goes to Camp (1987)
- ゴールデン・ヒーロー 最後の聖戦 I'm Gonna Git You Sucka (1988)
- 覗く女 Malicious (1996)
- 女子寮潜入大作戦! ソロリティー・ボーイズ Sorority Boys (2002)
- デルゴ Delgo (2008) アニメ映画、声の出演

### テレビドラマ
- コロネットブルーの謎 第6話「暗殺者たち」 Coronet Blue: The Assassins (1967)
- スパイ大作戦 Mission: Impossible (1969-1972)
- FBIアメリカ連邦警察 The F. B. I. (1968-1974)
- 俺がハマーだ! 第1話「USA爆発刑事 バズーカ小脇に救出作戦!!」サンフランシスコ市長役　Sledge Hammer! (1986)
- ナイトライダー シーズン2第18話（キャメロン・ザッカリー役）、シーズン4第21話（クロード・ワトキンス役） Knight Rider (1982-1986)

### テレビアニメ
- アイアンマン Iron Man (1966)
- キャプテン・アメリカ Captain America (1966)
- バットマン Batman: The Animated Series (1992-1994)
- ファンタスティック・フォー Fantastic Four (1994)
- スパイダーマン Spider-Man: The Animated Series (1996)
- 超人ハルク The Incredible Hulk (1996-1997)
- ビリー&マンディ The Grim Adventures of Billy & Mandy (2001-2007)